# DokuWiki
DokuWiki es un software para gestión de webs colaborativas de tipo wiki, escrito en lenguaje de programación PHP y distribuido en código abierto bajo la licencia GPL. Está enfocado para ser usado por grupos de desarrolladores, grupos de trabajo en general y pequeñas empresas. Su sintaxis es similar a la de MediaWiki, aunque a diferencia de este software, la información se almacena en archivos de texto planos, por lo que no requiere el uso de una base de datos. DokuWiki fue creado por Andreas Göhr en junio de 2004. Desde su inclusión en distribuciones Linux como Debian y Gentoo en 2005, DokuWiki experimentó un rápido crecimiento en popularidad.

## Características
Dentro de las principales características de este software, se destacan:
- Gestión de espacios de contenidos (namespaces) que permite un almacenamiento ordenado de los documentos.
- Soporte para imágenes y otros contenidos multimedia.
- Índices automatizados de contenidos.
- Control de versiones.
- Corrector ortográfico opcional.
- Interfaz traducido a múltiples idiomas, incluyendo el castellano.
- Disponibilidad de más de 30 pieles o "templates" para modificar su apariencia.
- Disponibilidad de más de 400 complementos para extender su funcionalidad.
- Control de bloqueos para solucionar problemas de concurrencia.
- Gestión de usuarios.
- Búsqueda de texto completo.

### Características técnicas
- No necesita una base de datos. Es posible acceder directamente a las páginas de la Web desde el sistema de archivos.
- Soporte de caracteres internacionales en el contenido y en las direcciones web (URL).
- Codificación de texto UTF-8.
- Gestión de usuarios propia o integrada con LDAP, mySQL, Postgres con niveles de permiso mediante listas de acceso ACL.
- Caché de páginas. Dokuwiki almacenará temporalmente el resultado de convertir la página original a HTML para mejorar la eficiencia.

### Requisitos de instalación
Estas son los requerimientos detallados por el autor:
- Servidor de páginas web con soporte de PHP: preferiblemente Apache aunque se admiten otras alternativas.
- PHP versión 5.1.2 o superior. Las versiones más recientes desde el año 2009 han abandonado el soporte para PHP 4.
- Se recomienda disponer de las extensiones gráficas GD2 incluidas con determinadas versiones de PHP.